# Hokko Life
Hokko Life — инди-игра, симулятор жизни и фермы, разработанный Робертом Татнеллом и выпущенный Team17 27 сентября для персональных компьютеров и приставок Nintendo Switch, PlayStation 4 и Xbox One. Игровой процесс во многом подобен играм серии Animal Crossing, игрок управляет персонажем-человеком, чья главная задача состоит в том, чтобы развить и облагородить городок, населённый антропоморфными животными. Для этого игрок должен изучать игровое пространство, выполнять квесты, собирать ресурсы, создавать предметы и заниматься фермерством.
Разработкой игры занимался Роберт Татнелл, который всегда интересовался играми-симуляторами. В какой то момент он захотел создать игру с уютной атмосферой и выступающей, как площадка для творческого самовыражения. Продвинутый редактор создания предметов позиционировался, как главная особенность в Hokko Life, отличающая её от других игр схожего жанра.
Игровые критики в целом оставили смешанные отзывы об игре, называя её менее качественным клоном Animal Crossing. Часть обозревателей похвалили игру за её игровой процесс и передаваемую атмосферу, однако критике подверглись множественные недостатки в игровом дизайне и особенно обилие экранов загрузки и проблемы с производительностью в версии для Nintendo Switch.

## Игровой процесс
Игровой процесс в Hokko Life схож c играми серии Animal Crossing. В ней игрок берёт на себя управление игровым персонажем-человеком, который живёт в посёлке среди разумных антропоморфных животных и постепенно облагораживает городок, который в начале оставляет впречатление полузаброшенной местности. Основное отличие заключается в том, что в игре отсувствет привязка внутриигрового времени к реальному, не требуя играть в разное время суток для разблокирования всех возможностей. Игра начинается с создания персонажа, где игрок может подобрать пол, цвет кожи и причёску.
Персонаж может находить артефакты, драгоценности, коллекционировать предметы, ловить насекомых и рыб, чтобы пополнять энциклопедию. В Hokko Life игровой персонаж берёт на себя роль местного мэра, который может решать, кто из животных и где будет жить в его городке. Как мэр, игровой персонаж должен выполнять разные испытания, доступ к новому испытанию открывается после завершения предыдущего. Их выполнение позволяет например открыть доступ к новым инструментам или совершенствовать орудия труда, чтобы открыть доступ к раннее скрытым локациям. Задания со временем становятся сложнее и на их выполнение требуется больше времени. Жители посёлка также могут давать задания игроку, например поймать рыбу. За их выполнение в подарок можно получить предметы или одежду.
Сам посёлок разделён на несколько областей — железнодорожная станция, торговый район, жилой район, пляж, пруд, лес, шахты и сельскохозяйственные угодья. В самом начале не все игровые локации будут доступны. Игрок должен выяснить, как открыть доступ к закрытым локациям, например построить мост. Открыв доступ к шахтам или диким лесам, игрок сможет например добывать металлы или особую древесину для крафта. Там же в определённое время суток можно найти особые виды рыбы или насекомых. Доступ ко всей шахте будет открываться поэтапно, для этого требуется изготавливать фонари, чтобы устанавливать их в шахте и открывать для себя новые, раннее скрытые тьмой локации. За небольшую доплату, игровой персонаж может посетить остров, где на пляже может найти артефакты, которые можно пожертвовать в музей, а также жеоды, в которых можно найти самоцветы и использовать для крафта особых предметов или продать. Игрок может заниматься сельским хозяйством, выращивая продукты питания, деревья и цветы.
Игра предлагает продвинутый редактор создания предметов, где игрок из собранных материалов может создавать разные детали, а затем вращать их и собирать в желаемом порядке, чтобы создавать мебель. Игрок также может делиться созданными предметами с другими игроками. Созданными предметами можно украшать как свой дом, так и дома жителей-животных.

## Разработка
Разработкой игры занимался Роберт Татнелл, геймдизайнер британского происхождения, живущий в Стокгольме и основавший собственную инди-студию Wonderscope Games. У Татнелла уже был обширный опыт в разработке игр, но все они были связанны с соревнованиями и убийством, Татнелл признался, что никогда не тяготел к подобным играм, предпочитая симуляторы, где можно было создавать, в частности Татнелл потратил «бесчисленное количество часов» за игрой в The Sims и RollerCoaster Tycoon, однако наибольшее влияние в итоге оказала игра Animal Crossing, в частности чувство уюта и эскапизма. Разработка игры началась, как хобби, в это время Татнелл работал в студии Arrowhead Game Studios. Хотя игру можно назвать проектом одного разработчика, на поздних стадиях Тэтнеллу помогали коллеги из Team 17. Hokko Life была создана на движке Unity.
Татнелл хотел создать игру без сюжетной линии, где у игроков был бы широкий выбор того, чего они хотят делать в игре. Сама Hokko Life должна была стать площадкой для творческого самовыражения игроков. Сам игровой персонаж — это чистый лист, который игрок настраивает по желаемому подобию. Игровой процесс создан так, чтобы поощрять игрока к постоянным исследованиям. Игра разрабатывалась c 2017 года, в течение четырёх лет и за это время её концепция сильно поменялась. Изначально Татнелл задумывал создать экономический симулятор по подобию Transport Tycoon, но в какой то момент понял, что его «больше интересуют милые маленькие сельские жители, нежели прокладка железнодорожных путей». Затем Татнелл создал прототип редактора создания мебели и загорелся желанием создать игру, подобную Animal Crossing, но с встроенным редактором
Хотя Hokko Life создавалась подобной Animal Crossing, Татнелл не хотел привязывать внутриигровое время к реальному, игра изначально разрабатывалась для персональных компьютеров и Татнелл чувствовал, что подобный стиль игры просто не подходит для ПК-игроков, которые предпочитают сами выбирать игровое время. Главное нововведение в игре, отсутствующее в Animal Crossing — продвинутый редактор создания предметов, позволяющий вращать детали и комбинировать их, создавая предметы самой разной формы. Татнелл также хотел, чтобы игроки могли делиться с другими игроками созданными творениями или продавать их, создав подобие внутриигровой экономики. Татнелл в том числе заметил, что стремился сделать свою игру как можно более инклюзивной, предоставляя широкий выбор для создания темнокожих персонажей и позволяя создавать персонажей без привязки к гендеру. Все диалоги в игре составлялись так, чтобы избегать использования местоимений по отношению к игровому персонажу. Музыкальное сопровождение к игре написал Крис Кёбке с участием барабана, трубы и виолончели.
Официальный анонс игры состоялся ещё в 2020 году, издателем выступит Team17. 2 июня 2021 года игра была выпущена в рамках раннего доступа на площадке Steam. Уже тогда некоторые игровые издательства жаловались на обилие внутриигровых ошибок и проблем с графикой. 6 января 2022 года игра в рамках раннего доступа Hokko Life была выпущена на площадке Amazon Luna.
Выход игры состоялся 27 сентября 2022 года на платформах Nintendo Switch, PlayStation 4, Xbox One и Amazon Luna.

## Восприятие
| Сводный рейтинг    | Сводный рейтинг                   |
| Агрегатор          | Оценка                            |
| ------------------ | --------------------------------- |
| Metacritic         | PC: 54/100 NS: 62/100 PS4: 73/100 |
| Иноязычные издания |                                   |
| Издание            | Оценка                            |
| Nintendo Life      | [ 27 ]                            |
| PC Gamer (US)      | 48/100                            |
| TouchArcade        | 3,5/5                             |
| Sportskeeda        | 6/10                              |

Игра в целом получила смешанные отзывы со стороны игровых критиков. Основная доля рецензий пришлась на версию для игровой приставки Nintendo Switch. Средняя оценка в зависимости от платформы варьировалась между 54 и 73 баллами из 100 возможных.
Критики заметили явное сходство Hokko Life c играми серии Animal Crossing. Игра будет интересна тем, кто ищет альтернативу играм этой серии. Представитель Touch Arcade назвал игру синтезом Animal Crossing и Harvest Moon, но со своим шармом. Критик MeriStation заметил, что Hokko Life вышла на волне бума игр-симуляторов со схожим игровым процессом, начиная с Disney Dreamlight Valley, заканчивая Doraemon: Story of Seasons. Кажется, что Hokko Life пытается воспроизвести формулу Animal Crossing, но в итоге остаётся её полусырым клоном. Аналогично рецензентка Nintendo Life заметила, как игра из-за всех сил стремится быть похожей на игру от Nintendo, но в итоге ей не хватает индивидуальности. Представитель Difitally Downloaded заметил, как разработчики явно вложили всю свою душу в проект, как инди-проекту ему присущи типичные недостатки из-за ограниченности бюджета, но самым главным недостатком Hokko Life стало отсутствие оригинальности и собственной идентичности.
Критик сайта VideoChums похвалила игру за её исследовательский аспект, возможность поэтапно открывать раннее скрытые локации и постепенно раскрывать новые возможности для крафта. Всё это позволит удержать долгий интерес к игре, учитывая медленный прогресс. Представитель MeriStation назвал игровой процесс и систему заданий в целом интересной, но испорченной из-за ряда недостатков в игровом дизайне и оптимизации. В частности игрок будет тратить слишком много времени при перемещении между локациями при выполнении заданий. Критик Digitally Downloaded указывал на обилие ошибок, портящих игровой опыт, например он получал задания, для выполнения которых ему требовались недоступные для текущего игрового прогресса материалы, часто критик не знал, что делать дальше, так как игра не давала нужных руководств, также из-за багов он не мог разместить предметы на улице. Обозревательница Nintendo Life заметила, что при том, что Hokko Life можно рассматривать, как менее качественный клон Animal Crossing, механика фермерства выделяется на этом фоне, придавая игре схожесть с Story of Seasons или Stardew Valley, однако отдельно эта механика не предлагает ничего оригинального для ветеранов жанра.
Критик сайта VideoChums заметила, что редактор предметов — тот самый момент, где игра по настоящему сияет, позволяя в мельчайших подробностях настраивать форму и дизайн мебели, хотя для игроков, не одорённых талантом к творчеству это может показаться утомительным. Представитель SwitchArcade заметил, что именно в редакторе предметов кроется настоящая привлекательность игры — на сколько игрок сможет проявить своё творчество в этом ремесле.
Рецензент TouchArcade заметил, что художественная эстетика в игре может как привлекать, так и отталкивать. Рецензенту не понравился дизайн некоторых животных, хотя в целом он похвалил визуальный стиль. Критик сайта VideoChums назвала графику в целом милой и очаровательной, хотя в некоторые области леса выглядят некрасиво и дизайн игрового персонажа не совсем сочетается с окружающим миром. Обозревательница Nintendo Life похвалила дизайн зданий и предметов, отметив их приятную детализацию, но она раскритиковала дизайн животных, называя их жутковатыми. Также она указывала на отсутствие личностей у животных, как в Animal Crossing, фактически они существуют в игре только для того, чтобы давать задания игроку. Представитель MeriStation раскритиковал некачественные анимации в игре.
Рецензент TouchArcade указывал на проблемы с производительностью игры на Nintendo Swicth и разрдражающие экраны загрузки между локациями, рекомендуя играть на другой платформе. Аналогично критик MeriStation заметил, что обилие загрузочных экранов и сильное падение частоты кадров сильно портит впечатление от игрового процесса на Nintendo Switсh, эта проблема не выражена так явно например на ПК-версии, из-за куда лучшей оптимизации. Представительница Nuntendo Life ругала игру за её неуклюжее управление как на компьютере, так и на игровых приставках.